# Falkenhütte
Le Falkenhütte est un refuge de montagne dans le massif des Karwendel. Il est géré par la section Oberland de la Deutscher Alpenverein (DAV).

## Géographie
Le refuge se situe dans le chaînon Falkengruppe en face des falaises du Laliderer Spitze et entre les Große et Kleine Ahornboden. Il est principalement une base importante sur la Via Alpina, qui mène dans le Karwendel de Scharnitz à l'Achensee.

## Histoire
Le refuge est construit de 1921 à 1923 à l'initiative du président de la section Oberland, Adolf Sotier. Il s'agit d'une construction en bois à deux étages, en quinconce, sur un plan de sol rectangulaire, avec un sous-sol en pierre de moellons, un rez-de-chaussée et un toit escamotable avec toit. Le bâtiment est classé monument historique depuis 2016. Le 11 septembre 2017, le refuge cesse ses activités, jusqu'au début de la saison 2020 au plus tard, une remise en état générale aura lieu.

## Sites à proximité
Ascension
- D'Eng (de), par le Hüttenweg et Hohljoch, facile, temps : 2 heures et demie.
- De la Rißtal par la Laliderer Tal et le Lalidersalm-Niederleger, facile, temps : 3 heures et demie.
- De Hinterriß (de) par la Johannestal (de), facile, temps : 4 heures.

Autres refuges
- Le Karwendelhaus par le Ladizalm (de), le Kleiner Ahornboden et le Hochalmsattel, facile, temps : 3 heures.
- Le Lamsenjochhütte par Eng et le Binsalm, facile, temps : 4 heures et demie.

Sommets
- Mahnkopf (2 094 m) par le Ladizjöchl, facile, temps : 1 heure.
- Steinfalk (2 347 m) par le Ladizjöchl et le Mahnkopf, temps : 2 heures et demie.
- Risser Falk (2 413 m) par le Steinfalk, difficulté 2, temps : 3 heures.
- Gumpenspitze (2 176 m) par le Lalidersalm-Hochleger et la face sud, temps : 2 heures.
- Gamsjoch (2 452 m) par le Lalidersalm-Hochleger, le Gumpenjöchl et le Südflanke, moyen, temps : 4 heures.
- Les Laliderer Wände (de) et le Laliderer Spitze (2 588 m).